# フリースタイルスキー・ワールドカップ
FISフリースタイルスキー・ワールドカップ（ふぃすフリースタイルスキー・ワールドカップ）は、国際スキー連盟(FIS)が主催するフリースタイルスキーのワールドカップである。

## 概要
出場するにはFIS公認大会で得られるポイント（FISポイント）を一定以上獲得しなければならない。さらに、国ごとに各国のスキー連盟の所属選手のFISポイントに応じた出場枠（最大12名、男女各7名まで）が設けられている為に、自国のスキー連盟のナショナルチームの選手に選ばれなければならない。各種目において成績に応じたポイント（FISポイントとは別）が与えられ、獲得ポイントの合計によって年間の総合成績が争われるが、ポイントの振り分けなどは1992-1993シーズンと2003-2004シーズンに改正が行われている。1991-1992シーズン以前は1位25ポイントから1点刻みで25位1ポイントまで点が与えられ、上位のポイント差がほとんど無かった。1992-1993シーズンからは1位を100ポイントとして4点刻みで25位4ポイントに、全てのポイントが4倍にされて順位に応じたポイント差が広げられた。さらに2003-2004シーズンからは1位100ポイントで2位80ポイント、3位60、4位50、5位45という風に上位ほどポイント差が大きくなる様に変更された（右表参照）。これによって総合成績における1位の重要性が大きく上がった。また、2002-2003シーズンまでは公平性を期すためとしてモータースポーツなどでも使用される有効ポイント制を採用しており、全大会の中で悪い成績だった数大会（全大会の25％）の成績はカットされていた。2003-2004シーズンからは悪い成績のカットが廃止されて全大会の合計点数で競われるようになった。また、各種目ごとに成績に加えて人柄や態度などを考慮してルーキー・オブ・ザ・イヤーが決定される。オーバーオール（全種目総合）の成績については大会数の違いによる不公平さを無くすために各種目の獲得ポイントの平均を合計した点数で競われる。また、国対抗の成績を競うネーションズカップもあり、各種目とオーバーオールでそれぞれ国ごとに上位の男女各2名（合計4名）のポイントの合計で競われる。

## 歴史
1979年にFISに正式種目として承認され、1979-1980シーズンにフリースタイルスキー初の世界的な大会として開催された。1979-1980シーズンではあるが、最初の大会が1980年1月であり、単純に1980年より始まった大会とも言える。1999-2000シーズンからはオリンピックの中間年に4年に1度、アルペンやノルディック、スノーボードなどと共に最終戦を開催するグランドファイナルが開催されている。

## 競技種目
| シーズン             | AE | MO | DM | AC | CO | SX | HP | SS |
| -------------------- | -- | -- | -- | -- | -- | -- | -- | -- |
| 2011-2012～2013-2014 | ●  | ●  | ×  |    |    | ●  | ●  | ●  |
| 2010-2011            | ●  | ●  | ×  |    |    | ●  | ●  |    |
| 2009-2010            | ●  | ●  | ×  |    |    | ●  |    |    |
| 2007-2008～2008-2009 | ●  | ●  | ×  |    |    | ●  | ●  |    |
| 2006-2007            | ●  | ●  | ●  |    |    | ●  | ●  |    |
| 2005-2006            | ●  | ●  |    |    |    | ●  | ●  |    |
| 2004-2005            | ●  | ●  | ×  |    |    | ●  |    |    |
| 2003-2004            | ●  | ●  | ×  |    |    | ●  | ●  |    |
| 2002-2003            | ●  | ●  | ●  |    |    | ●  |    |    |
| 2000-2001～2001-2002 | ●  | ●  | ●  |    |    |    |    |    |
| 1997-1998～1999-2000 | ●  | ●  | ●  | ●  |    |    |    |    |
| 1995-1996～1996-1997 | ●  | ●  | ●  | ●  | ●  |    |    |    |
| 1979-1980～1994-1995 | ●  | ●  |    | ●  | ●  |    |    |    |

当初はエアリアル（略号AE）、モーグル（略号MO）、アクロ（略号AC）と3種目の総合成績で順位を決めるコンバインド（略号CO）の4種目で始まった。その後、1995-1996シーズンには新たにデュアルモーグル（略号DM）が追加され、シングルモーグルとデュアルモーグルがそれぞれ行われた。また、1996-1997シーズンを最後にコンバインドは廃止され、1999-2000シーズンにはジャッジが主観的に過ぎるなどの理由でオリンピックで正式種目にならず、選手数・観客数共に減少を続けたアクロが種目から除外された。2000-2001シーズンになるとニュースクール系のビッグエア（略号BA）とクォーターパイプの種目も将来的に加える予定として、手始めにエキシビジョン戦が行われた。しかし、当初の予定にあったビッグエアとクォーターパイプは正式種目とはならなかった。ニュースクール系から新たに加わる種目はスキークロス（略号SX）とハーフパイプ（略号HP）に変わり、2002-2003シーズンよりスキークロスが、2003-2004シーズンからハーフパイプが正式種目となった。2011-2012シーズンからはスロープスタイルが新たに種目に加えられた。また、デュアルモーグルは度々扱いが変化していて、2003-2004シーズンにはモーグルと統合されてデュアルモーグルのポイントがモーグルに含まれるようになったが、2005-2006シーズンにはデュアルが行なわれず、2006-2007シーズンになるとシングルとデュアルの総合ポイントでモーグルの総合優勝を決めて、さらにデュアル単独でも総合優勝を決めるというやや複雑なルールとなった。2007-2008シーズンには再びシングルと統合され、デュアル単独の総合成績は無くなった。

## 開催国
当初はアメリカ、ドイツ、フランス、カナダの4カ国で開催された。翌年になるとイタリア、スイス、オーストリアでも開催されるなど開催国は増加していき、1987-1988シーズンにはアジア初となる日本でも開催され、1997-1998シーズンにはエアリアルのみではあるが、南半球初となるオーストラリアでも開催され、8～9月頃に第1戦として行われた。
| 国             | 開催種目 | 開催種目 | 開催種目 | 開催種目 | 開催種目 | 開催種目 | 開催種目 | 開催種目 | 開催年                                                                      |
| 国             | AE       | MO       | DM       | AC       | CO       | SX       | HP       | SS       | 開催年                                                                      |
| -------------- | -------- | -------- | -------- | -------- | -------- | -------- | -------- | -------- | --------------------------------------------------------------------------- |
| アメリカ合衆国 | ●        | ●        | ●        | ●        | ●        | ●        | ●        | ●        | 79-80～11-12                                                                |
| ドイツ         | ●        | ●        |          | ●        | ●        | ●        |          |          | 79-80～87-88、90-91～95-96、01-02、05-06、10-11、11-12                      |
| フランス       | ●        | ●        | ●        | ●        | ●        | ●        | ●        |          | 79-80～97-98、00-01～11-12                                                  |
| カナダ         | ●        | ●        | ●        | ●        | ●        | ●        | ●        |          | 79-80～81-82、83-84～11-12                                                  |
| イタリア       | ●        | ●        | ●        | ●        | ●        | ●        | ●        |          | 80-81～84-85、91-92～97-98、99-00、02-03～05-06、07-08、09-10～11-12        |
| スイス         | ●        | ●        | ●        | ●        | ●        | ●        | ●        |          | 80-81、81-82、85-86、87-88、90-91～97-98、02-03～05-06、07-08～11-12        |
| オーストリア   | ●        | ●        | ●        | ●        | ●        | ●        | ●        |          | 80-81、82-82～86-87、91-92、93-94～98-99、04-05、05-06、07-08～11-12        |
| スウェーデン   | ●        | ●        | ●        | ●        | ●        | ●        |          |          | 83-84、84-85、88-89、90-91、93-94～97-98、99-00、07-08～11-12               |
| スロベニア     | ●        |          |          | ●        |          |          |          |          | 84-85                                                                       |
| ノルウェー     | ●        | ●        | ●        | ●        | ●        | ●        |          |          | 85-86、86-87、88-89、90-91、92-93、94-95、02-03、04-05、06-07、08-09～11-12 |
| 日本           | ●        | ●        | ●        | ●        | ●        | ●        | ●        |          | 87-88、89-90、91-92、98-99～07-08、09-10、11-12                             |
| フィンランド   | ●        | ●        |          | ●        | ●        |          |          | ●        | 88-89、90-91、00-01～03-04、09-10～11-12                                    |
| ソビエト連邦   | ●        | ●        |          | ●        | ●        |          |          |          | 90-91                                                                       |
| オーストラリア | ●        |          |          |          |          |          |          |          | 97-98、99-00～05-06                                                         |
| チェコ         | ●        | ●        | ●        |          |          | ●        |          |          | 02-03～05-06、07-08、10-11                                                  |
| 中国           | ●        | ●        |          |          |          |          |          |          | 03-04～11-12                                                                |
| スペイン       |          | ●        |          |          |          | ●        |          |          | 05-06、07-08、09-10                                                         |
| 韓国           |          | ●        |          |          |          |          |          |          | 05-06                                                                       |
| ロシア         | ●        |          |          |          |          |          |          |          | 07-08、08-09、10-11、11-12                                                  |
| ベラルーシ     | ●        |          |          |          |          |          |          |          | 10-11、11-12                                                                |

## 歴代総合優勝者

### オーバーオール
以前はコンバインドが花形種目であったので、複数の種目に参戦して、それぞれでポイントを稼ぐ選手もいたが、コンバインドが無くなり、フリースタイルスキーは各種目が大きく異なることから選手のスペシャリスト化が進み、複数の種目に参戦する選手は少なくなった。また、同日や近い日程でそれぞれの種目が開催されるようになったため、複数の種目への参加は困難にもなっている。2000年代では何れかの種目の総合優勝者がオーバーオールの総合優勝も手にすることがほとんどであり、平均獲得ポイントにより選ばれることから圧倒的な強さで種目を制した選手が選ばれやすいと言える。
| シーズン  | 男子                       | 女子                      |
| --------- | -------------------------- | ------------------------- |
| 2012-2013 | ミカエル・キングズベリー   | 徐夢桃                    |
| 2011-2012 | ミカエル・キングズベリー   | ハンナ・カーニー          |
| 2010-2011 | ギルバート・コラス         | ハンナ・カーニー          |
| 2009-2010 | アントン・クシニル         | 李妮娜                    |
| 2008-2009 | アレキサンダー・ビロドウ   | オフェリー・ダビド        |
| 2007-2008 | スティーブ・オミシュル     | オフェリー・ダビド        |
| 2006-2007 | デイル・ベッグ＝スミス     | ジェニファー・ハイル      |
| 2005-2006 | トーマス・クラウス         | オフェリー・ダビド        |
| 2004-2005 | ジェレミー・ブルーム       | 李妮娜                    |
| 2003-2004 | スティーブ・オミシュル     | カーリ・トロー            |
| 2002-2003 | スティーブ・オミシュル     | サーシャ・ファリック      |
| 2001-2002 | マティアス・ウェクスティン | リディア・ラシラ          |
| 2000-2001 | ミッコ・ロンカイネン       | ジャッキー・クーパー      |
| 1999-2000 | ヤンネ・ラハテラ           | ジャッキー・クーパー      |
| 1998-1999 | ニコラス・フォンティーン   | ジャッキー・クーパー      |
| 1997-1998 | ファブリス・ベッケル       | ニッキ・ストーン          |
| 1996-1997 | ダーシー・ダウンズ         | ステイシー・ブルメール    |
| 1995-1996 | ジョニー・モズレー         | カテリーナ・クベンク      |
| 1994-1995 | ジョニー・モズレー         | クリスティーン・ポーター  |
| 1993-1994 | セルゲイ・シュプレツォフ   | クリスティーン・ポーター  |
| 1992-1993 | トレース・ワーシントン     | カテリーナ・クベンク      |
| 1991-1992 | トレース・ワーシントン     | コニー・キスリング        |
| 1990-1991 | エリック・ラボウレイ       | コニー・キスリング        |
| 1989-1990 | エリック・ラボウレイ       | コニー・キスリング        |
| 1988-1989 | クリス・シンボリ           | コニー・キスリング        |
| 1987-1988 | エリック・ラボウレイ       | コニー・キスリング        |
| 1986-1987 | エリック・ラボウレイ       | コニー・キスリング        |
| 1985-1986 | エリック・ラボウレイ       | コニー・キスリング        |
| 1984-1985 | アラン・ラロッシュ         | コニー・キスリング        |
| 1983-1984 | アラン・ラロッシュ         | コニー・キスリング        |
| 1982-1983 | アラン・ラロッシュ         | コニー・キスリング        |
| 1981-1982 | フランク・ビドア           | マリー=クロード・アスラン |
| 1980-1981 | フランク・ビドア           | マリー=クロード・アスラン |
| 1979-1980 | グレッグ・アサンス         | ステファニー・スローン    |

### エアリアル
男子では連覇数はニコラス・フォンティーンの4連覇が最高で、総合優勝回数はスティーブ・オミシュルとニコラス・フォンティーンの4回が最多である（2012年現在）。女子では連覇数はマリー＝クロード・アスランとジャッキー・クーパーの3連覇が最高で、総合優勝回数はジャッキー・クーパーの5回が最多である（2012年現在）。
| シーズン  | 男子                       | 女子                       |
| --------- | -------------------------- | -------------------------- |
| 2012-2013 | 賈宗洋                     | 徐夢桃                     |
| 2011-2012 | オリビエ・ロション         | 徐夢桃                     |
| 2010-2011 | 斉広璞                     | 程爽                       |
| 2009-2010 | アントン・クシニル         | 李妮娜                     |
| 2008-2009 | スティーブ・オミシュル     | リディア・ラシラ           |
| 2007-2008 | スティーブ・オミシュル     | ジャッキー・クーパー       |
| 2006-2007 | スティーブ・オミシュル     | ジャッキー・クーパー       |
| 2005-2006 | ドミトリー・ダシンスキー   | エベリネ・ルー             |
| 2004-2005 | ジェレット・ピーターソン   | 李妮娜                     |
| 2003-2004 | スティーブ・オミシュル     | アリサ・キャンプリン       |
| 2002-2003 | ドミトリ・アルキポフ       | アリサ・キャンプリン       |
| 2001-2002 | エリック・ベルゴースト     | アラ・チュペール           |
| 2000-2001 | エリック・ベルゴースト     | ジャッキー・クーパー       |
| 1999-2000 | ニコラス・フォンティーン   | ジャッキー・クーパー       |
| 1998-1999 | ニコラス・フォンティーン   | ジャッキー・クーパー       |
| 1997-1998 | ニコラス・フォンティーン   | ニッキ・ストーン           |
| 1996-1997 | ニコラス・フォンティーン   | ヴェロニカ・バウアー       |
| 1995-1996 | セバスチャン・フォークラス | コレット・ブランド         |
| 1994-1995 | トレース・ワーシントン     | ニッキ・ストーン           |
| 1993-1994 | フィリップ・ラロッシュ     | リナ・チェルヤゾワ         |
| 1992-1993 | ロイド・ラングロイス       | リナ・チェルヤゾワ         |
| 1991-1992 | フィリップ・ラロッシュ     | クリスティー・マーシャル   |
| 1990-1991 | フィリップ・ラロッシュ     | エルフィー・ジムヒェン     |
| 1989-1990 | ジャン＝マルク・バキン     | ソーニャ・ライヒャルト     |
| 1988-1989 | トール・シャイエ           | カトリーヌ・ロンバール     |
| 1987-1988 | ジャン＝マルク・ロゾン     | メレディス・ガードナー     |
| 1986-1987 | ジャン＝マルク・ロゾン     | ソーニャ・ライヒャルト     |
| 1985-1986 | イブ・ラロッシュ           | アンナ・フレイサー         |
| 1984-1985 | ロイド・ラングロイス       | メレディス・ガードナー     |
| 1983-1984 | イブ・ラロッシュ           | エベリン・ワース           |
| 1982-1983 | サンドロ・ワース           | マリー＝クロード・アスラン |
| 1981-1982 | クレイグ・クロウ           | マリー＝クロード・アスラン |
| 1980-1981 | ジャン・コリヴォー         | マリー＝クロード・アスラン |
| 1979-1980 | ジョン・イーブス           | ローラリー・ボウイ         |

### モーグル
男子では連覇数はデイル・ベッグ＝スミスとエドガー・グロスピロンの3連覇が最高で、総合優勝回数はデイル・ベッグ＝スミスとエドガー・グロスピロンの4回が最多である（2012年現在）。男子でデュアルを連覇した選手はいない。男子でシングルとデュアルの2冠を達成した選手は1999-2000シーズンのヤンネ・ラハテラと2006-2007シーズンのデイル・ベッグ＝スミスの2人だけである。女子では連覇数はジェニファー・ハイルの4連覇が最高で、総合優勝回数はジェニファー・ハイルとドナ・ワインブレクトの5回が最多である（2012年現在）。女子でデュアルの連覇はキャンディス・ギルグの2連覇が唯一である。女子でシングルとデュアルの2冠を達成した選手は2006-2007シーズンのジェニファー・ハイル唯1人である。
| シーズン  | 男子                           | 男子                     | 女子                         | 女子                     |
| シーズン  | シングル                       | デュアル                 | シングル                     | デュアル                 |
| --------- | ------------------------------ | ------------------------ | ---------------------------- | ------------------------ |
| 2012-2013 | ミカエル・キングズベリー       | ミカエル・キングズベリー | ハンナ・カーニー             | ハンナ・カーニー         |
| 2011-2012 | ミカエル・キングズベリー       | ミカエル・キングズベリー | ハンナ・カーニー             | ハンナ・カーニー         |
| 2010-2011 | ギルバート・コラス             | ギルバート・コラス       | ハンナ・カーニー             | ハンナ・カーニー         |
| 2009-2010 | デイル・ベッグ＝スミス         | デイル・ベッグ＝スミス   | ジェニファー・ハイル         | ジェニファー・ハイル     |
| 2008-2009 | アレキサンダー・ビロドウ       | アレキサンダー・ビロドウ | ハンナ・カーニー             | ハンナ・カーニー         |
| 2007-2008 | デイル・ベッグ＝スミス         | デイル・ベッグ＝スミス   | 上村愛子                     | 上村愛子                 |
| 2006-2007 | デイル・ベッグ＝スミス         | デイル・ベッグ＝スミス   | ジェニファー・ハイル         | ジェニファー・ハイル     |
| 2005-2006 | デイル・ベッグ＝スミス         | デイル・ベッグ＝スミス   | ジェニファー・ハイル         | ジェニファー・ハイル     |
| 2004-2005 | ジェレミー・ブルーム           | ジェレミー・ブルーム     | ジェニファー・ハイル         | ジェニファー・ハイル     |
| 2003-2004 | ヤンネ・ラハテラ               | ヤンネ・ラハテラ         | ジェニファー・ハイル         | ジェニファー・ハイル     |
| 2002-2003 | トラビス＝アントン・キャブロウ | ヤンネ・ラハテラ         | シャノン・バーキー           | マルガリータ・マーブラー |
| 2001-2002 | ジェレミー・ブルーム           | リシャール・ゲイ         | カーリー・トロー             | クリスティン・ゲルグ     |
| 2000-2001 | ミッコ・ロンカイネン           |                          | カーリー・トロー             |                          |
| 1999-2000 | ヤンネ・ラハテラ               | ヤンネ・ラハテラ         | マリア・エルフマン           | カーリー・トロー         |
| 1998-1999 | ヤンネ・ラハテラ               | トニー・エメリー         | アン・バテル                 | ミシェル・ローク         |
| 1997-1998 | ジョニー・モズレー             | ジャスパー・ローンバック | マリア・エルフマン           | カーリー・トロー         |
| 1996-1997 | ジャン＝リュック・ブラッサール | トニー・エメリー         | タチアナ・ミッターマイヤー   | キャンディス・ギルグ     |
| 1995-1996 | ジャン＝リュック・ブラッサール | ジャスパー・ローンバック | ドナ・ワインブレクト         | キャンディス・ギルグ     |
| 1994-1995 | セルゲイ・シュプレツォフ       |                          | ラファエル・モノ             |                          |
| 1993-1994 | エドガー・グロスピロン         |                          | ドナ・ワインブレクト         |                          |
| 1992-1993 | ジャン＝リュック・ブラッサール |                          | ステン・リサ・ハッテスタット |                          |
| 1991-1992 | エドガー・グロスピロン         |                          | ドナ・ワインブレクト         |                          |
| 1990-1991 | エドガー・グロスピロン         |                          | ドナ・ワインブレクト         |                          |
| 1989-1990 | エドガー・グロスピロン         |                          | ドナ・ワインブレクト         |                          |
| 1988-1989 | ネルソン・カーマイケル         |                          | ラファエル・モノ             |                          |
| 1987-1988 | ネルソン・カーマイケル         |                          | ステン・リサ・ハッテスタット |                          |
| 1986-1987 | マルティ・ケロクンプ           |                          | ラファエル・モノ             |                          |
| 1985-1986 | スティーブ・デソビッチ         |                          | マリー・ジョー・ティアンポ   |                          |
| 1984-1985 | フィリップ・ブロン             |                          | マリー・ジョー・ティアンポ   |                          |
| 1983-1984 | フィリップ・ブロン             |                          | ヒラリー・インギッシュ       |                          |
| 1982-1983 | ビル・キーナン                 |                          | ヘイリー・ウォルフ           |                          |
| 1981-1982 | ナノ・ポーチェ                 |                          | ヒラリー・インギッシュ       |                          |
| 1980-1981 | ナノ・ポーチェ                 |                          | ヒラリー・インギッシュ       |                          |
| 1979-1980 | グレッグ・アサンス             |                          | ヒラリー・インギッシュ       |                          |

### アクロ
男子では連覇数はハーマン・リートベルガーの5連覇が最高で、総合優勝回数もハーマン・リートベルガーの5回が最多である。女子では連覇数はジャン・ブッチャーの5連覇が最高で、総合優勝回数はジャン・ブッチャーの7回が最多である。
| シーズン  | 男子                     | 女子                   |
| --------- | ------------------------ | ---------------------- |
| 1997-1998 | ファブリス・ベッケル     | イェレナ・バタロワ     |
| 1996-1997 | ファブリス・ベッケル     | イェレナ・バタロワ     |
| 1995-1996 | ヘイニ・バウムガートナー | イェレナ・バタロワ     |
| 1994-1995 | ルネ・クリスチャンセン   | エレン・ブリーン       |
| 1993-1994 | ファブリス・ベッケル     | エレン・ブリーン       |
| 1992-1993 | ルネ・クリスチャンセン   | エレン・ブリーン       |
| 1991-1992 | ルネ・クリスチャンセン   | コニー・キスリング     |
| 1990-1991 | ルネ・クリスチャンセン   | コニー・キスリング     |
| 1989-1990 | ロベルト・フランコ       | コニー・キスリング     |
| 1988-1989 | ハーマン・リートベルガー | ジャン・ブッチャー     |
| 1987-1988 | ハーマン・リートベルガー | クリスティーヌ・ロッシ |
| 1986-1987 | ハーマン・リートベルガー | クリスティーヌ・ロッシ |
| 1985-1986 | ハーマン・リートベルガー | ジャン・ブッチャー     |
| 1984-1985 | ハーマン・リートベルガー | クリスティーヌ・ロッシ |
| 1983-1984 | リチャード・スカブル     | ジャン・ブッチャー     |
| 1982-1983 | リチャード・スカブル     | ジャン・ブッチャー     |
| 1981-1982 | イアン・エドモンソン     | ジャン・ブッチャー     |
| 1980-1981 | ボブ・ハワード           | ジャン・ブッチャー     |
| 1979-1980 | ボブ・ハワード           | ジャン・ブッチャー     |

### コンバインド
男子では連覇数はアラン・ラロッシュの3連覇が最高で、総合優勝回数はアラン・ラロッシュとエリック・ラボウレイの4回が最多である。女子では連覇数はコニー・キスリングの9連覇が最高で、総合優勝回数もコニー・キスリングの9回が最多である。
| シーズン  | 男子                     | 女子                       |
| --------- | ------------------------ | -------------------------- |
| 1996-1997 | トーベン・サザーランド   |                            |
| 1995-1996 | ジョニー・モズレー       |                            |
| 1994-1995 | トレース・ワーシントン   | マヤ・シュミッド           |
| 1993-1994 | デビッド・ベルミューラー | マヤ・シュミッド           |
| 1992-1993 | トレース・ワーシントン   | カテリーナ・クベンク       |
| 1991-1992 | トレース・ワーシントン   | コニー・キスリング         |
| 1990-1991 | エリック・ラボウレイ     | コニー・キスリング         |
| 1989-1990 | エリック・ラボウレイ     | コニー・キスリング         |
| 1988-1989 | クリス・シンボリ         | コニー・キスリング         |
| 1987-1988 | アラン・ラロッシュ       | コニー・キスリング         |
| 1986-1987 | エリック・ラボウレイ     | コニー・キスリング         |
| 1985-1986 | エリック・ラボウレイ     | コニー・キスリング         |
| 1984-1985 | アラン・ラロッシュ       | コニー・キスリング         |
| 1983-1984 | アラン・ラロッシュ       | コニー・キスリング         |
| 1982-1983 | アラン・ラロッシュ       | マリー＝クロード・アスラン |
| 1981-1982 | フランク・ビドア         | マリー＝クロード・アスラン |
| 1980-1981 | フランク・ビドア         | マリー＝クロード・アスラン |
| 1979-1980 | グレッグ・アサンス       | ステファニー・スローン     |

### スキークロス
男子では連覇数はトーマス・クラウスの2連覇が最高で、総合優勝回数はトーマス・クラウスの4回が最多である（2012年現在）。女子では連覇数はオフェリー・ダビドがの7連覇が最高で、総合優勝回数もオフェリー・ダビドの7回が最多である（2012年現在）。
| シーズン  | 男子                       | 女子                     |
| --------- | -------------------------- | ------------------------ |
| 2012-2013 | アレックス・フィヴァ       | ファニー・スミス         |
| 2011-2012 | フィリップ・フリーザー     | マリエール・トンプソン   |
| 2010-2011 | アンドレアス・マット       | アンナ・ホルムランド     |
| 2009-2010 | ミヒャエル・シュミット     | オフェリー・ダビド       |
| 2008-2009 | トーマス・クラウス         | オフェリー・ダビド       |
| 2007-2008 | トーマス・クラウス         | オフェリー・ダビド       |
| 2006-2007 | アウドゥン・グロンヴォルド | オフェリー・ダビド       |
| 2005-2006 | トーマス・クラウス         | オフェリー・ダビド       |
| 2004-2005 | トーマス・クラウス         | オフェリー・ダビド       |
| 2003-2004 | ジェスパー・ブルージュ     | オフェリー・ダビド       |
| 2002-2003 | 瀧澤宏臣                   | バレンタイン・スクオット |

### ハーフパイプ
男子では連覇数はカーレ・レイノネンの2連覇が最高で、総合優勝回数もカーレ・レイノネンの2回が最多である（2012年現在）。女子では連覇は居らず、サラ・バークの総合優勝2回が最多である（2012年現在）。
| シーズン  | 男子                       | 女子                   |
| --------- | -------------------------- | ---------------------- |
| 2012-2013 | マイク・リドル             | ビルジニ・フェーブル   |
| 2011-2012 | デービッド・ワイズ         | ブリタ・シガニー       |
| 2010-2011 | ブノワ・バレンタイン       | サラ・バーク           |
| 2008-2009 | ケビン・ローランド         | ビルジニ・フェーブル   |
| 2007-2008 | マシュー・ヘイワード       | サラ・バーク           |
| 2006-2007 | カーレ・レイノネン         | ジェシカ・カミング     |
| 2005-2006 | カーレ・レイノネン         | アネー・カラドー       |
| 2003-2004 | マティアス・ウェクスティン | マリエ・マルティノッド |

### スロープスタイル
| シーズン  | 男子                 | 女子                 |
| --------- | -------------------- | -------------------- |
| 2012-2013 | ジェームズ・ウッズ   | ケリー・ハーマン     |
| 2011-2012 | スーリル・ハンジカー | リン＝イーダ・ムルド |